# Васюсіна Надія Максимівна
Надія Максимівна Васюсіна (нар. 4 січня 1925, с. Верхньоглибоке, нині Курганська область) — доярка радгоспу «Леб'яжівский» Леб'яжівського району Курганської області, Герой Соціалістичної Праці.

## Біографія
Надія Максимівна Васюсіна народилася 4 січня 1925 року в селі Верхньо-Глибоке Леб'яжівської-2 (Станційної) сільради Леб'яжівського району Курганського округу Уральської області РРФСР. Села Верхньо-Глибоке 1-е і Верхньо-Глибоке 2-е були об'єднані. Нині с. Верхньоглибоке входить до складу Леб'яжівської селищної ради Леб'яжівського району Курганської області.
Закінчила шість класів, працювала в колгоспі телятницею. У 1944 році перейшла в промкомбінат, шила рукавички для фронту. Після війни працювала там продавцем.
З 1956 року доярка радгоспу «Леб'яжівський». В 1964 році стала кращою в районі, отримавши від кожної корови 3017 кг молока. Наступного року знову збільшила надої.
Указом Президії Верховної Ради СРСР від 22 березня 1966 року за успіхи у розвитку тваринництва присвоєно звання Героя Соціалістичної Праці.
Обиралася депутатом Курганської обласної ради депутатів трудящих.
З 1980 року на пенсії, живе в місті Кургані.
У жовтні 2002 року стала одним із засновників Курганської регіональної громадської організації Героїв Соціалістичної Праці та повних кавалерів ордена Трудової Слави (ліквідовано в 2006 році).

## Нагороди
- Герой Соціалістичної Праці, 22 березня 1966 року
  - Медаль «Серп і Молот»
  - Орден Леніна